# Pakistán en los Juegos Mundiales de Breslavia 2017
Pakistán fue uno de los países que participó en los Juegos Mundiales de 2017 celebrados en Breslavia, Polonia
Pakistán envió una delegación de tres deportistas al evento, quienes participaron en dos disciplinas.
Pakistán no logró ganar ninguna medalla.

## Delegación

### Billar
| Deportista     | Prueba        | Octavos de final | Octavos de final | Cuartos de final | Cuartos de final | Semifinal | Semifinal | Final / Tercer puesto | Final / Tercer puesto | Posición  |
| Deportista     | Prueba        | Oponente         | Resultado        | Oponente         | Resultado        | Oponente  | Resultado | Oponente              | Resultado             | Posición  |
| -------------- | ------------- | ---------------- | ---------------- | ---------------- | ---------------- | --------- | --------- | --------------------- | --------------------- | --------- |
| Masculino      |               |                  |                  |                  |                  |           |           |                       |                       |           |
| Muhammed Bilal | Snooker Mixto | # Si Xu          | 3:1              | Eliminado        | Eliminado        | Eliminado | Eliminado | Eliminado             | Eliminado             | Eliminado |

### Ju-Jitsu
| Masculino                    |     |                                         |         |                                    |         |            |            |            |            |            |
| Muhammed Ammar y Abu Hurrara | Duo | # Biarne Lardon Ben Jos H. Cloostermans | 85,5:92 | # Sebastian Vosta Nicolaus Bichler | 84,5:90 | Eliminados | Eliminados | Eliminados | Eliminados | Eliminados |

- Datos: Q35553089